# Четырёхколёсное рулевое управление

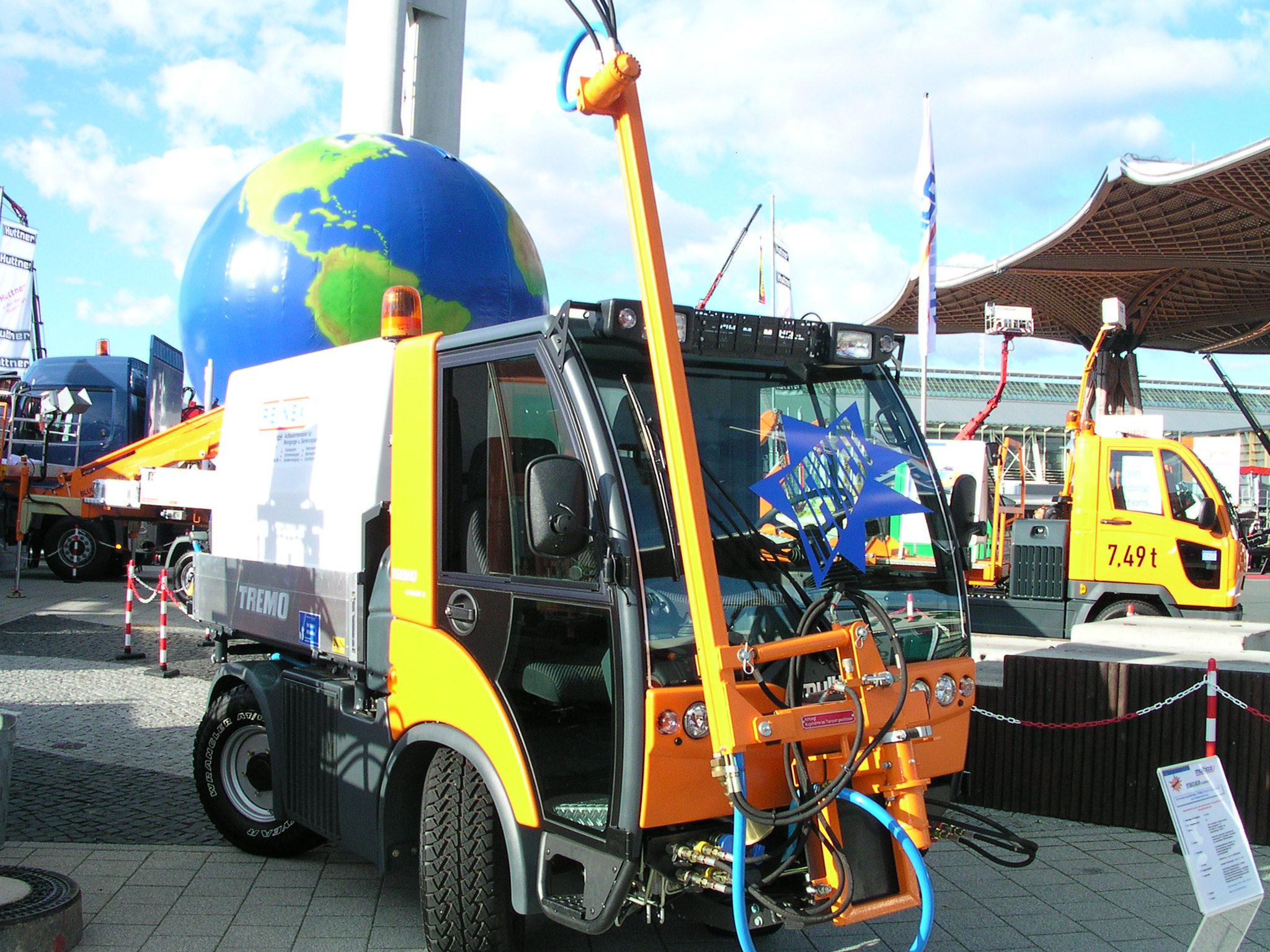

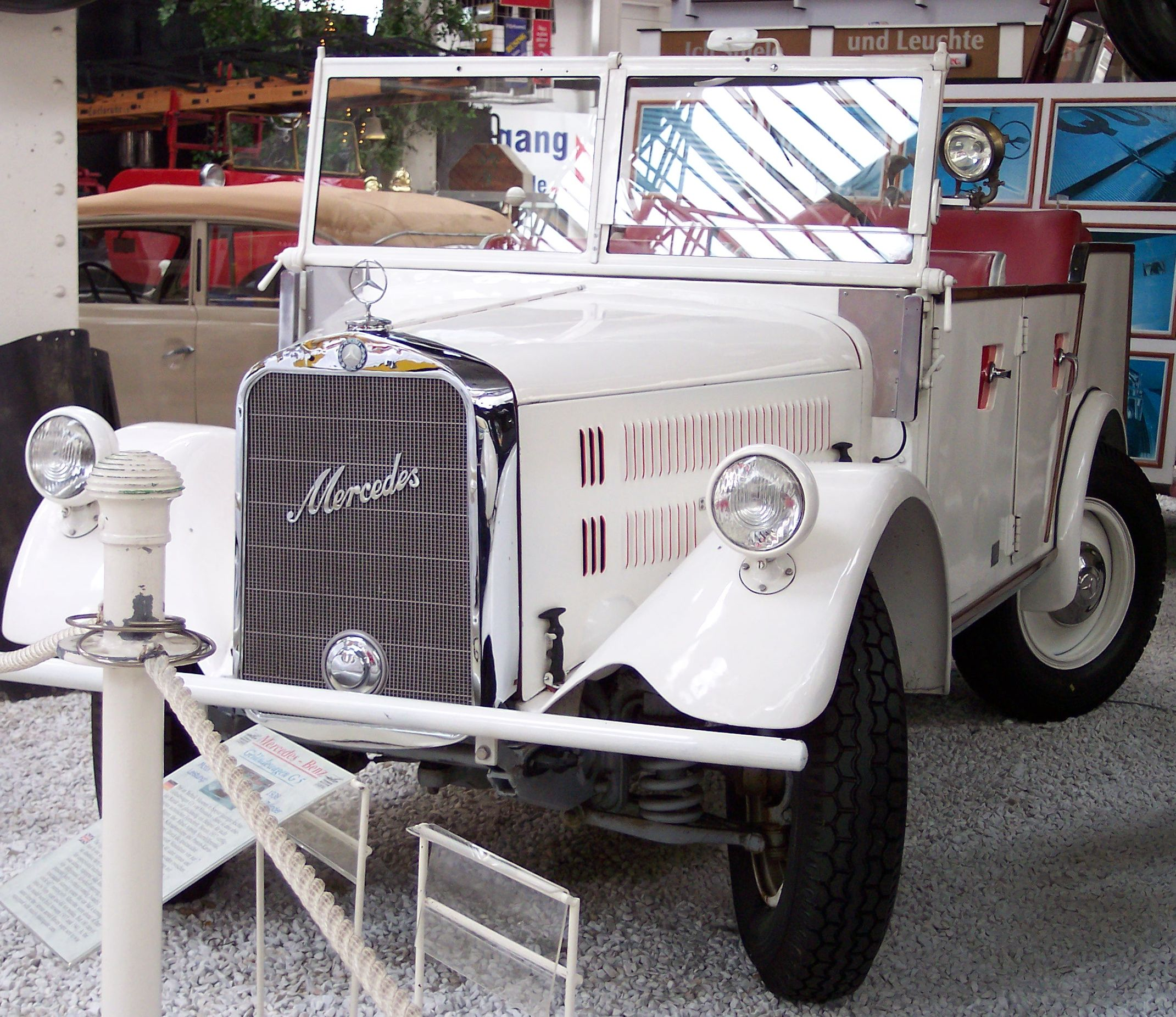

Четырехколесное рулевое управление (система подруливания задних колес у автомобиля, «4WS»)  — это технология, используемая в автомобилях. Четырёхколесное рулевое управление в основном используется для создания более высокой маневренности для четырёхколесных транспортных средств и может иметь механическoe, электрическoe и гидравлическoe управлении. В основном это видно на тракторах и экскаваторах.
- Благодаря механическому рулевому управлению все четыре колеса управляются механическими сцеплениями.
- При электрическом управлении на четыре колеса рулевое управление преобразуется в электронный сигнал, который управляет колесами с помощью электродвигателя.
- В гидравлическом управлении рулевое управление на четыре колеса преобразуется в движение с помощью гидравлического цилиндра .

Когда автомобиль имеет более четырёх колес и более двух управляемы, используется многоколесное рулевое управление. В этом случае онo используется для поглощения трения, возникающего при поворотах.

## Технология управления автомобилей

Пример работы системы подруливания на скоростях менее и более 40км/ч

При высокой скорости задние колеса поворачиваются в сторону поворота (так же как и передние колеса), что позволяет увеличить стабильность при резких манёврах (например обгоне). При низкой скорости задние колеса поворачивают в противоположную от поворота сторону (обратно передним колесам), что позволяет увеличить маневренность и уменьшить радиус разворота.
На автомобилях рулевое управление состоит из механического редуктора и системы тяг, преобразующих поворот руля в поворот управляемых (передних) колёс. Отношение углов поворота руля и колёс известно как «Передаточное отношение рулевого управления» и обычно составляет 15:1 … 25:1. Колесо, находящееся с той стороны, куда происходит поворот, поворачивается на больший угол, так, чтобы точка пересечения осей передних колёс находилась на оси задних колёс (в этом случае все колёса вращаются вокруг одной точки и не происходит бокового скольжения шин). Система тяг, обеспечивающая поворот колёс на разный угол, называется рулевая трапеция.